# Stiepan Makarow (1916)
Lodołamacz "Stiepan Makarow" (ros. Ледокол "Степан Макаров") – rosyjski statek
Statek został zbudowany w 1916 r. w stoczni Swan Hunter & Wigham Richardson w Wallsend (Tyne and Wear) w Wielkiej Brytanii. Od 1 stycznia 1917 r. pod nazwą "Kniaź Pożarski" służył w charakterze lodołamacza w składzie Flotylli Północnego Oceanu Lodowatego. Jego portem macierzystym stał się Archangielsk. 15 kwietnia tego roku został zmobilizowany do służby militarnej, zainstalowano na nim uzbrojenie (1 działko 45 mm i 2 karabiny maszynowe) i przeniesiony do Białomorskiej Floty Wojennej. Pełnił rolę krążownika pomocniczego. Po zajęciu Archangielska przez alianckie wojska interwencyjne na pocz. sierpnia 1918 r., statek przejęli Brytyjczycy, po czym przekazali go Białym Rosjanom. Kiedy miasto zostało opanowane przez oddziały bolszewickie na pocz. 1920 r., wszedł w skład Czerwonej Floty Wojennej, od 7 maja tego roku pod nazwą "Liejtnant Szmidt". Dowództwo objął kpt. Dmitrij T. Cziertkow. W czerwcu 1921 r. ze statku zostało zdjęte uzbrojenie i został on zdemobilizowany. 12 lipca tego roku przemianowano go na "Stiepan Makarow". Od 24 kwietnia 1924 r. czasowo włączono go w skład Sił Morskich Morza Północnego jako statek pomocniczy. Pod koniec 1925 r. lodołamacz przepłynął do Sewastopola, gdzie przeszedł nieduży remont. Następnie w 1926 r. dopłynął dalej do Mariupola. Pełnił zadania nawigacyjne na Morzu Azowskim. Po ataku wojsk niemieckich na ZSRR 22 czerwca 1941 r., ponownie został zmobilizowany i uzbrojony w 5 dział 130 mm i 2 karabiny maszynowe 12,7 mm. Załoga liczyła 120 marynarzy. Statek po raz drugi pełnił rolę krążownika pomocniczego. Dowództwo objął por. Iwan Sawienko, zastępując na tej funkcji Jakowa P. Liegzdina. Początkowo statek brał udział w ewakuacji ludności cywilnej z portów leżących nad Morzem Czarnym. Przewoził też różnego rodzaju towary. Podczas tych zadań był ostrzeliwany przez niemiecką artylerię z lądu i bombardowany przez lotnictwo, ale bez skutku. Następnie przebazowano go do Tuapse. 17 listopada wypłynął do Sewastopolu i zaginął. Przez długie lata nie było wiadomo, co się z nim stało. Ostatecznie okazało się, że statek zatonął na minie. Część załogi utonęła, pozostali uratowali się.